# Tombeau de Marie Joly
Le tombeau de Marie Joly est un tombeau situé à Soumont-Saint-Quentin, en France.

## Localisation
Le tombeau est situé dans le département français du Calvados, dans le hameau de Saint-Quentin, sur le mont Joly, sur le territoire de Soumont-Saint-Quentin. 

## Historique

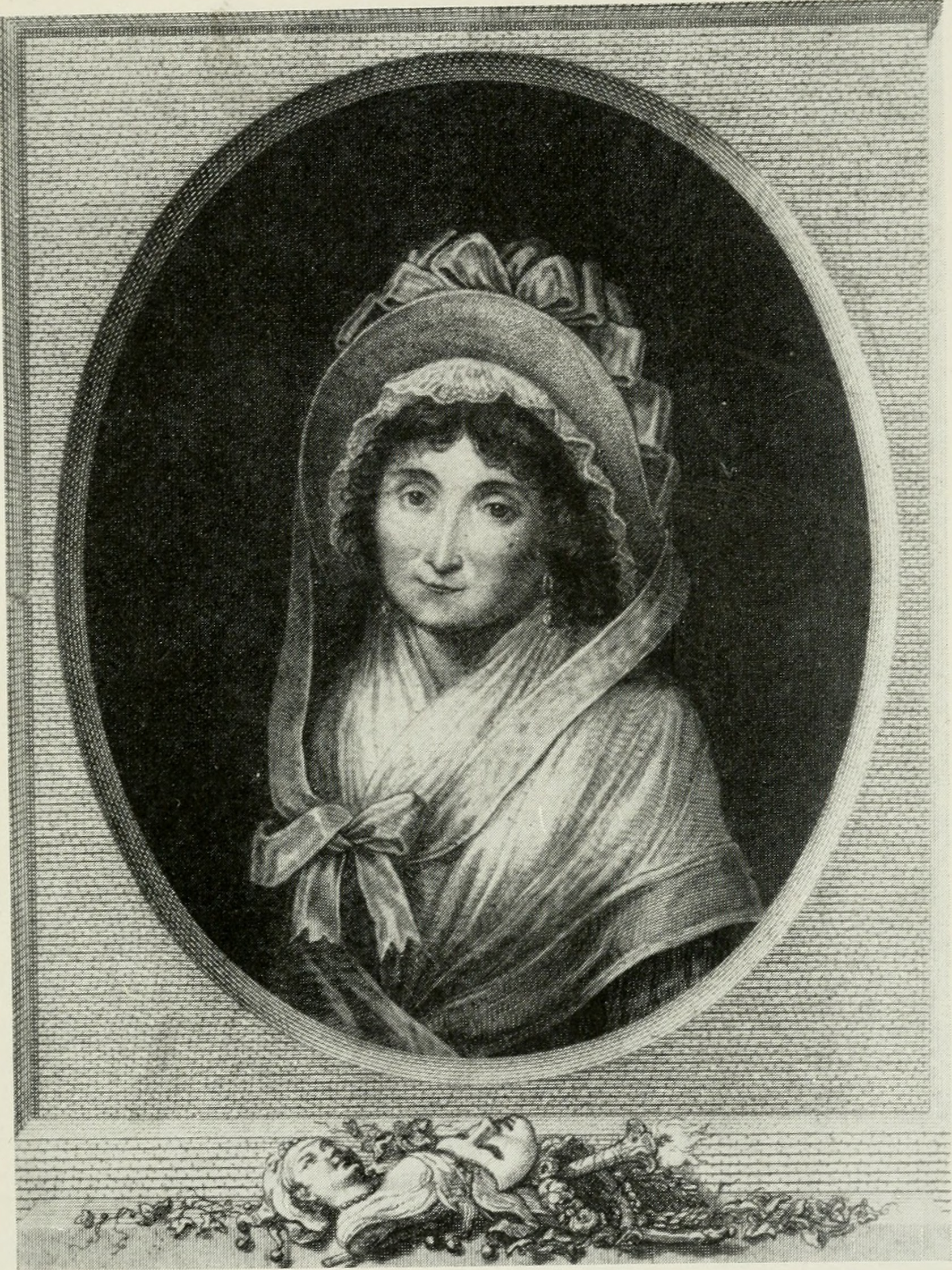
Représentation de Marie Joly dans Mémoires et souvenirs de comédiennes (XVIIIe siècle), de Paul Ginisty en 1914.

L'édifice est construit en 1798 pour abriter la dépouille de Marie Joly, sociétaire de la Comédie-Française née le 8 avril 1761 à Versailles et décédée le 5 mai 1798 à Paris, à 37 ans, de la tuberculose qu'elle avait contractée quatre ans plus tôt dans la prison parisienne Sainte-Pélagie où elle avait été incarcérée pendant cinq mois sur ordre de Georges Jacques Danton qui la soupçonnait d'être royaliste.
Le tombeau, son enclos et une stèle attenante dédiés à la mélancolie sont inscrits au titre des monuments historiques depuis le 7 décembre 1970.
Le site est provisoirement fermé au public pour des raisons de sécurité en août 2016.